# ساکیز (سینجیک)
ساکیز (انگلیسی: Sakız) یک منطقه مسکونی در ترکیه است که در استان آدیامان و در ناحیه سینجیک واقع شده‌است.